# Loker
Loker is een dorpje in de Belgische provincie West-Vlaanderen en een deelgemeente van Heuvelland, het was een zelfstandige gemeente tot aan de gemeentelijke herindeling van 1977.

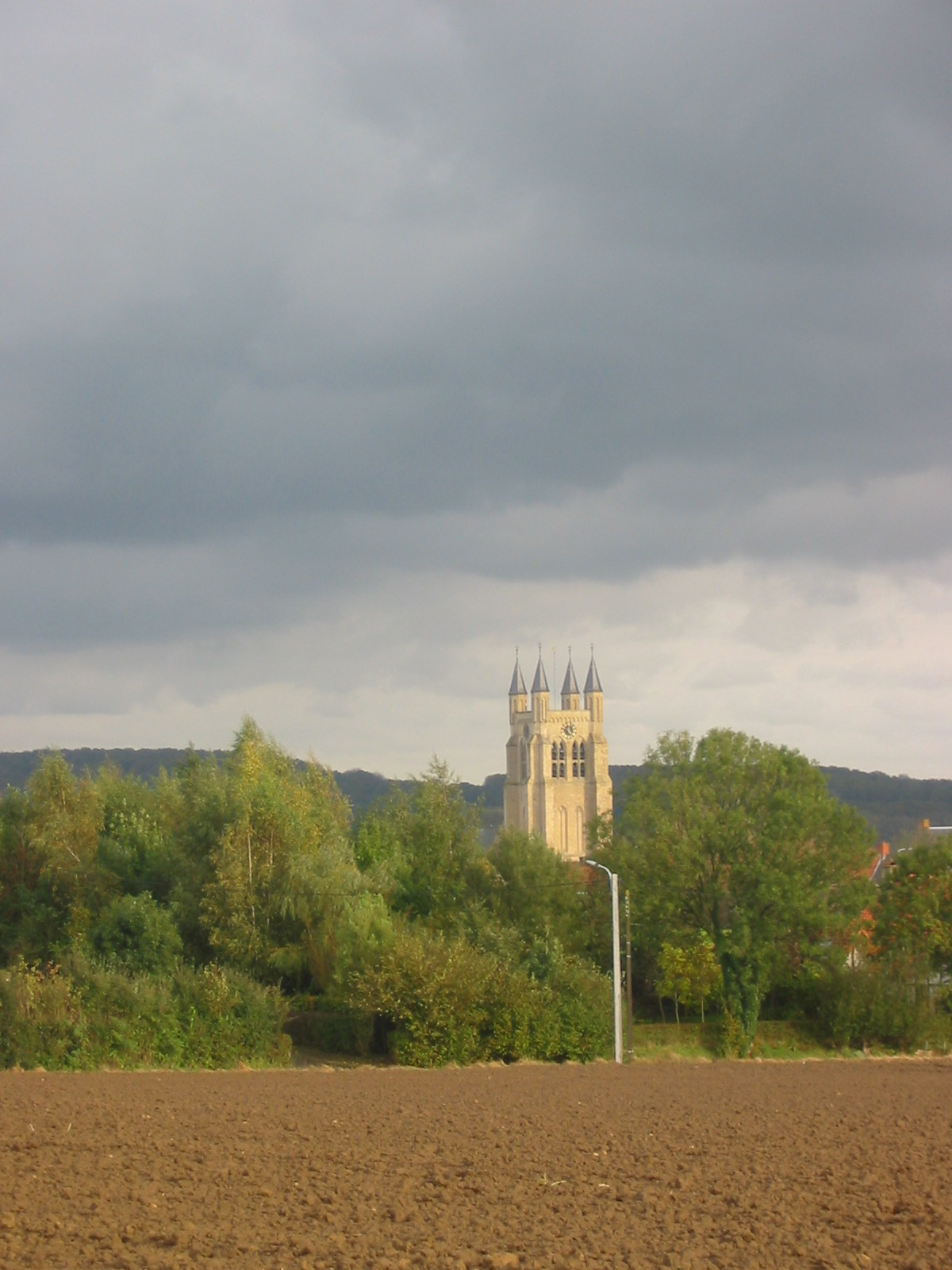
Gezicht op Loker

## Geschiedenis
Loker lag nabij de heerbaan van Kassel naar Kortrijk en was in de Romeinse tijd al bewoond: er werd een Romeins brandgraf gevonden.
In 1072 werd Loker voor het eerst schriftelijk vermeld, als Lokere. Dit kan heldere beek of omheining betekenen. De heren van Loker bewoonden vanaf de 13e eeuw de Galooie-Motte en het nabijgelegen Hof van Loker. 
In de 12e eeuw waren de heren van Loker van belang: Wouter van Loker was seneschalk van graaf Karel de Goede en werd, samen met de graaf, in 1127 vermoord, waarop de heerlijkheid aan het geslacht Béthune kwam, vervolgens aan Van Hondschoote en Van Horne.
Tijdens de Eerste Wereldoorlog werd Loker geheel verwoest, vooral tijdens het Duitse offensief van begin 1918. Hierna volgde herbouw, voornamelijk volgens de vooroorlogse situatie.

## Demografische ontwikkeling
- Bronnen:NIS, Opm:1831 tot en met 1970=volkstellingen; 1976 = inwoneraantal op 31 december

## Bezienswaardigheden

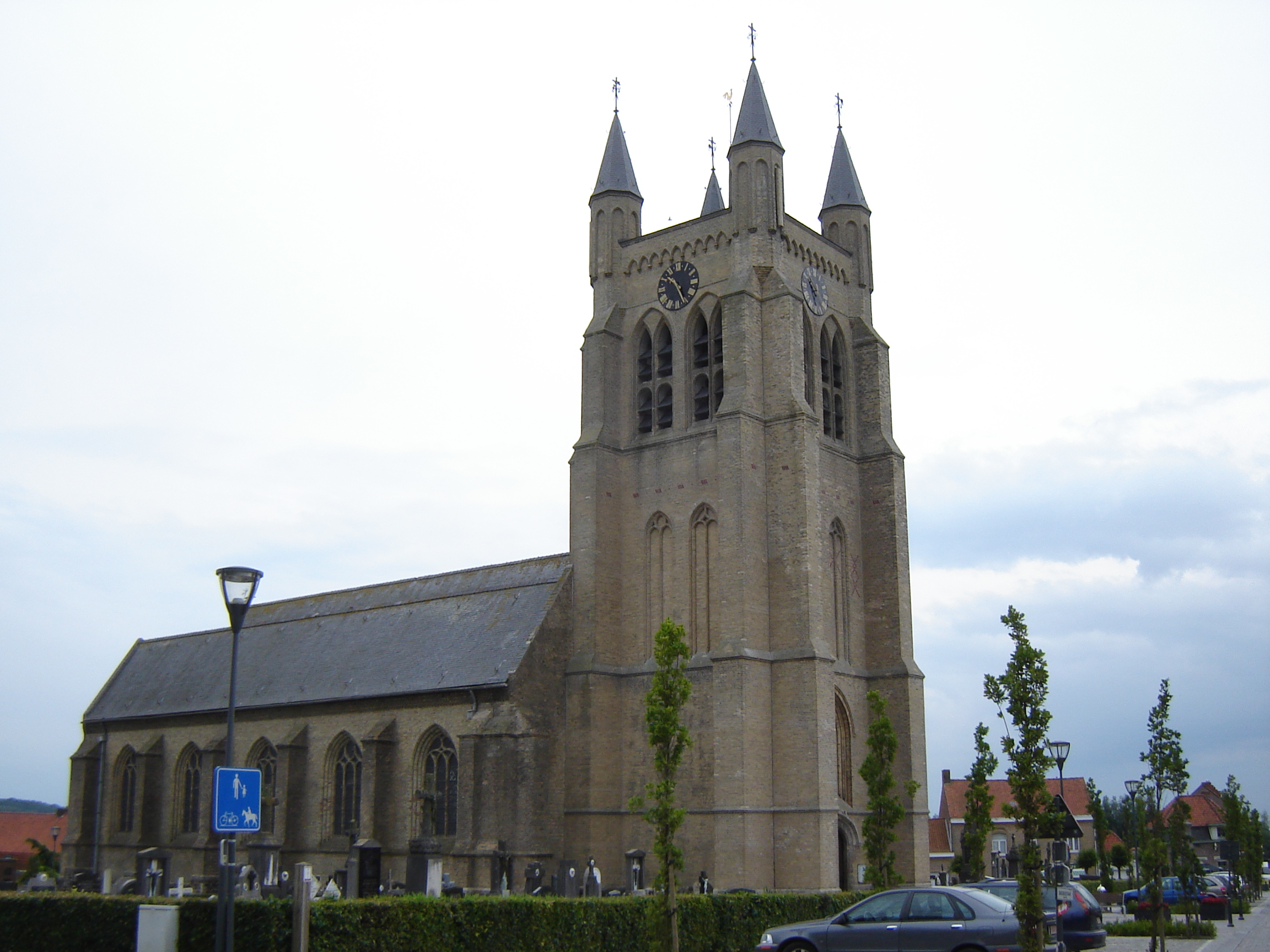
Sint-Petruskerk

- De Sint-Petruskerk werd in de jaren 20 heropgebouwd door architect Dumont.
- Château de la Douve met park.
- Britse militaire begraafplaatsen met gesneuvelden uit de Eerste en/of Tweede Wereldoorlog:
  - Op het kerkhof bevindt zich de militaire begraafplaats Loker Churchyard.
  - Locre No.10 Cemetery
  - Locre Hospice Cemetery met vlakbij, maar buiten de muren van de begraafplaats, het individuele graf van majoor William Redmond.

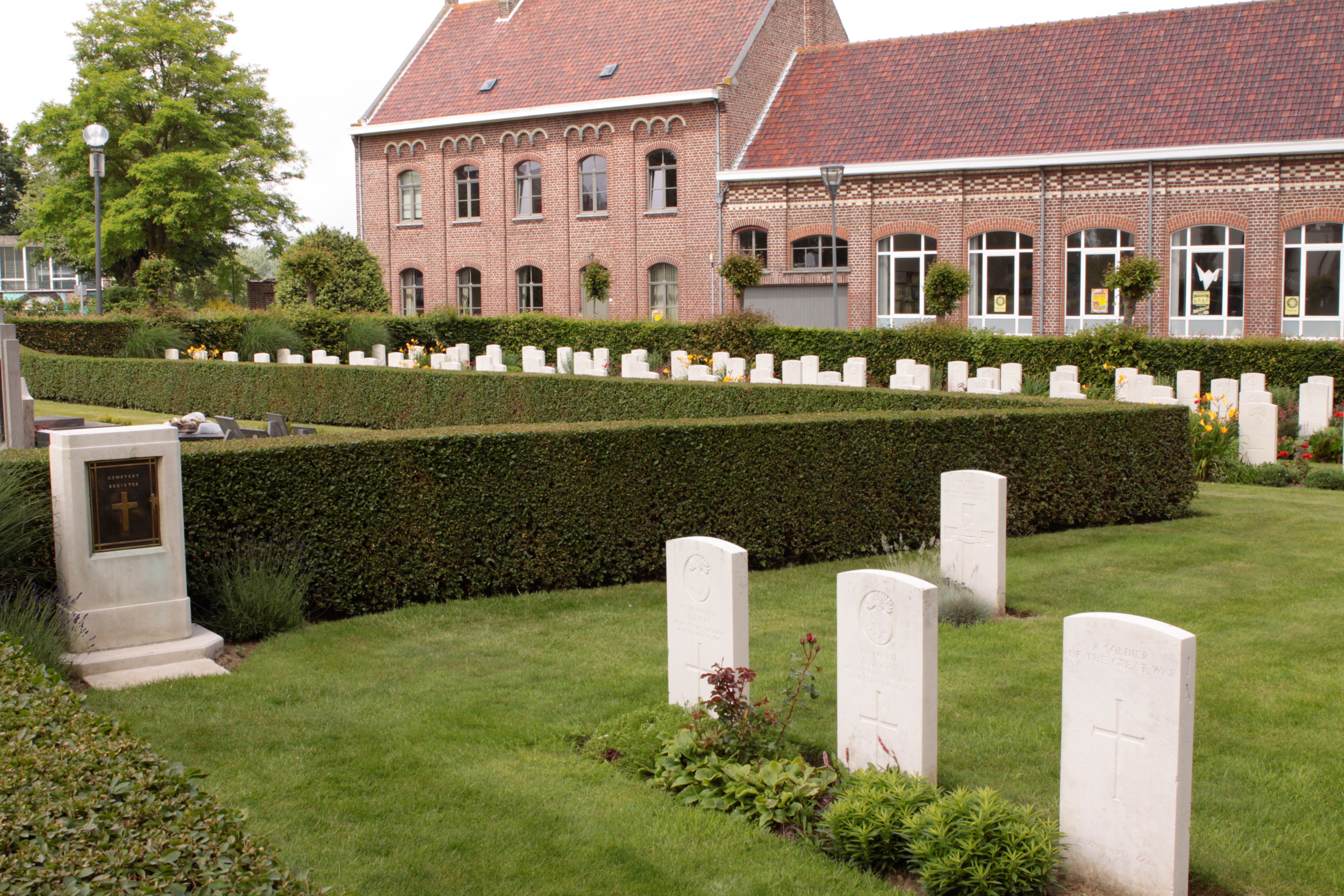
Overzicht noordelijk deel van de Britse begraafplaats Loker Churchyard

.

## Natuur en landschap
Loker is gelegen in Zandlemig Vlaanderen en het West-Vlaams Heuvelland. De kern ligt op 90 meter hoogte, en de deelgemeente omvat ook de Rodeberg, de Scherpenberg, en een deel van de Kemmelberg. De hoogte van het gebied loopt op tot 143 meter. In het westen loopt de Douvebeek, in het oosten de Hillebeek.

## Politiek
Loker had een eigen gemeentebestuur en burgemeester tot de fusie van 1977. Burgemeesters waren:
- 1852-1858 : Constantinus-Livinus Delbeke
- 1858-1886 : Dominicus Raimondus Driessens (1806-1895)
- 1886-???? : Petrus-Jacobus Platevoet (1843-1933)

## Nabijgelegen kernen
Westouter, Reningelst, Sint-Janskappel, Belle, Dranouter, Kemmel
Deelgemeenten: Dranouter · Kemmel · Loker · Nieuwkerke · Westouter · Wijtschate · Wulvergem 

Overige plaatsen: De Klijte · De Seule (deels) · Romarin

Belgische gemeenten · Arrondissement Ieper · West-Vlaanderen · Vlaanderen